# Medal of Honor: Airborne
Medal of Honor: Airborne är det elfte spelet i Medal of Honor-spelserien. Spelet är kompatibelt med Playstation 3 och Xbox 360. Spelet är främst känt för att man kan hoppa fallskärm och bestämma var man ska landa.

## Handling
I spelet tar spelaren rollen som Boyd Travers, en fallskärmssoldat från 82nd Airborne Division. Spelet börjar när de allierade ska inleda en invasion på Siciliens kust år 1943, efter det skickas Travers till Palermo, Italien för att jämna ut tyskarnas försvar. Han går även med i Operation Market Garden, där 30 000 fallskärmssoldater ska landa i Nederländerna, vilket leder till slutet av spelet.
Spelet består av 6 kampanjer som inkluderar: Operation Husky, Operation Avalanche, Operation Neptune, Operation Market Garden, Operation Varsity, och det sista där man ska förstöra ett tyskt vakttorn vid namn "Der Flaktürm", Flaktornet. De sex kampanjerna utspelas i Italien, Frankrike, Nederländerna och Tyskland.

## Vapen
- Thompson
- M1 Garand
- M1903 Springfield
- Browning M1919
- MP 40
- Karabiner 98k
- Handgranat
- Stielhandgranate
- Gewehr 43
- StG-44
- Panzerschreck